# Rachel Arthur
Rachel Mamie Arthur (* 21. Juni 1994 in Fort Hood) ist eine US-amerikanisch-deutsche Basketballspielerin.

## Werdegang
Die Tochter einer deutschen Mutter und eines US-amerikanischen Vaters, der elf Jahre in Heidelberg lebte, spielte in der Stadt Humble im US-Bundesstaat Texas Basketball an der Atascocita High School. Von 2012 bis 2016 war sie Studentin und Basketballspielerin an der Houston Christian University in der NCAA. Die 1,73 Meter große Arthur kam in dieser Zeit auf 91 Einsätze (11,2 Punkte/Spiel).
Ihren ersten Vertrag als Berufsbasketballspielerin unterzeichnete Arthur Ende April 2016 beim deutschen Bundesligisten Herner TC. 2017 wechselte sie zum USC Heidelberg und damit zu einem anderen Bundesligisten. Sie blieb drei Jahre in Heidelberg, mit dem Beginn der Saison 2020/21 schloss sie sich dem BC Marburg an.
In der Sommerpause 2022 wurde Arthur von den Rutronik Stars Keltern verpflichtet, die ihr vierter Bundesligaverein wurden. 2023 wurde sie mit Keltern deutsche Meisterin. Im Sommer 2023 erlitt sie einen Kreuzbandriss und fehlte anschließend monatelang. 2025 gewann Arthur mit Keltern erneut die deutsche Meisterschaft.
Zur Saison 2025/26 wechselte sie innerhalb der Bundesliga zum Mitteldeutschen BC.